# Argei

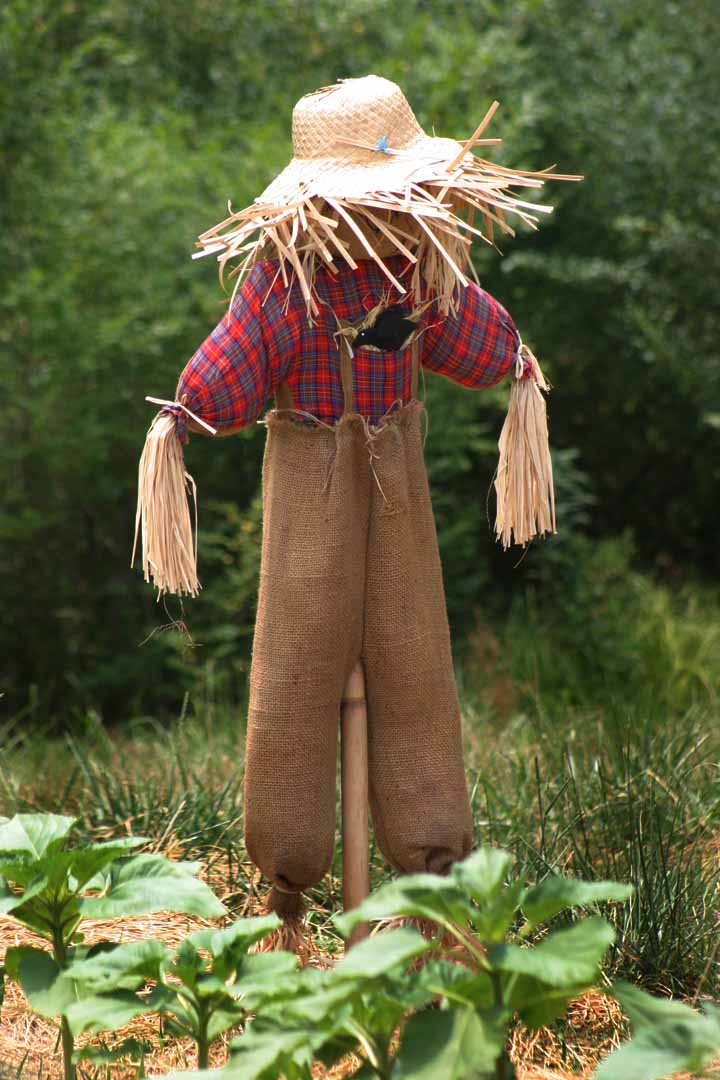
Els argei eren ninos de palla com aquest espantaocells però amb una altra funció

Els Argei eren uns dies assenyalats al calendari romà per dur a terme uns rituals sagrats d'acord amb l'antiga religió romana, el més destacat era la processó pels carrers de la ciutat d'uns ninos anomenats argeus. Es feia en dues ocasions, al març i al maig. La principal era al mes de maig, a continuació dels dies dedicats a la Lemúria. La tradició era molt antiga i en temps de l'emperador August se seguia fent però ja s'havia perdut el seu significat.

## Descripció
Hi havia dues celebracions d'Argei: una al mes de maig (dies 14 i 15) i una altra al mes de març (dies 16 i 17). Només ens ha arribat la descripció de la del maig: Els pontífex, les vestals i els pretors de la ciutat obrien una processó que s'aturava en 27 llocs, davant de les anomenades sacella o sacraria de la muralla, on prèviament s'havien ficat uns ninos fets de canyes i palla vestits amb roba com si fossin persones. Els sacerdots extreien aquestes figures (argeus) i les portaven en processó fins al pont Sublici, sobre el riu Tíber. Allà llençaven les figures al riu i deixaven que el corrent se les endugués.
El primer dia es feien jocs al circ en honor de Júpiter i el segon es feia una festa dels mercaders potser perquè es commemorava la dedicació del temple de Mercuri el 495 aC o potser per la identificació de Mercuri amb Hèrcules, el qual segons alguns tenia relació amb l'origen d'aquesta tradició. En el cas de Júpiter era pura coincidència, ja que cada mes tenia un dia dedicat a aquest déu.

## Interpretació
El significat d'aquest ritual no s'ha pogut aclarir encara que s'han fet diverses propostes. Ni tan sols se sap quina procedència etimològica té la paraula argei. Ovidi va admetre que en el seu temps ja s'havia perdut el significat però continuaven fent-ho cada any, això és una prova de com eren de respectuosos amb les seves tradicions els romans que sense entendre el sentit de per què es feia el ritual deixaven de fer-lo.
El mateix Ovidi va suggerir que aquest ritual procedia d'un antic sacrifici en nom de Saturn, que es va fer a partir d'una resposta que es va obtenir en una consulta a l'oracle de Dodona. El responsum va prescriure que s'havia de sacrificar una persona per cada grup familiar (gens) que visqués a la vora del riu. Es creu que els ciutadans que vivien en aquesta zona eren de procedència grega, per tant argei podria voler dir «els habitants procedents d'Argos». Segons les llegendes mitològiques anteriors a la fundació de Roma, entre els primers pobladors estava el troià Evandre, qui anava acompanyat d'homes procedents d'Argos. També en la llegenda d'Hèrcules es diu que va arribar a les costes de la península italiana acompanyat d'homes nadius d'Argos, els quals s'hi van establir. Segons Ovidi fou el mateix Hèrcules qui va posar fi als sacrificis humans i potser per això es van substituir per ninos de palla.
Una altra teoria proposada per Ovidi seria que alguns vells d'entre els habitants d'origen grec, veient-se que portaven una vida difícil per la seva avançada edat, van demanar una eutanàsia i que llencessin els seus cossos al riu com una manera simbòlica de retornar a través de les aigües a la seva terra d'origen. Tot i que aquesta teoria anul·la l'anterior, si que podria tenir una certa base històrica, ja que la pràctica d'enviar cossos de difunts als rius era una pràctica comuna en diverses cultures primitives. En suport d'aquesta teoria que contempla l'Argei com un ritual de difunts està el fet que Plutarc narra que la Flaminica Dialis vestia de dol tant en la cerimònia del maig com en la del març.
Dionís d'Halicarnàs també parla de sacrificis humans per explicar l'origen dels Argei, dient que el Tíber havia estat amb regularitat el recipient d'aquesta mena d'ofrenes. Segons aquest autor les víctimes eren homes de més de seixanta anys, d'on va sorgir una expressió romana: sexagenarios de ponte.
Segons Titus Livi, la processó dels Argei va ser una cerimònia instituïda per Numa Pompili.
A més de l'etimologia que oferien els historiadors romans (persones procedents d'Argos), estan les propostes d'autors moderns que són: procedent d'una paraula varka («llop») o d'una arrel lingüística arg- amb el significat de «blanc, resplendent»; totes elles no arriben a ser satisfactòries ni s'ha arribat a un consens perquè el que falla és la veritable història que donaria sentit a la paraula, la qual es va perdre.
Segons la interpretació de William W Fowler els Argei era una cerimònia de purificació com altres que es feien durant el mes de maig, la Lemúria per purificar les cases i l'Ambarvàlia per purificar els camps de conreu. Potser els ninos de palla es penjaven als sacellum que hi havia en diferents punts de la ciutat al mes de març, com a mostra de fertilitat, fets amb les primeres herbes de la primavera, i es deixaven allà fins al maig amb la funció de captar les substàncies impures de l'ambient que després eren purificades en les aigües del riu. James Frazer va interpretar l'Argei com un ritual de culte al riu Tíber, ja que aquest riu tenia en l'antiguitat caràcter diví. K Manhardt va documentar una curiosa semblança amb una cerimònia purificadora amb un nino de palla en un poble del nord d'europa i també a Murom (Rússia). Una altra cerimònia semblant, que coincideix fins i tot en la llançada del nino des d'un pont és la Wasservogel de la tradició bàvara. També en aquest cas el nino representa un home vell (der Alte), anomenat de vegades "l'home de cabells blancs", que coincideix amb una de les etimologies que relaciona els argei amb el color blanc.